# سینما تهران
سینما تهران (نام پیشین: سینما میامی) از سینماهای تهران است. این سینما در سال ۱۳۴۰ با ظرفیتی بالغ بر ۶۶۸ نفر با مدیریت وجیه الله شهیدی در ۲ سالن افتتاح گردید. این سینما دارای درجه کیفی "یک" می‌باشد  و متعلق به مؤسسه توسعه فضاهای فرهنگی تهران می‌باشد . سینما تهران در میدان امام‌حسین واقع شده‌است.
موسسه توسعه فضاهای فرهنگی شهر تهران قصد توسعه این سینما و ساخت یک پردیس سینمایی را در آن محل دارد.